# 石黒克巳
石黒 克巳（いしぐろ かつみ、1941年6月29日 - ）は、公益財団法人JKA顧問（名誉会長）。元毎日新聞社専務取締役。

## 来歴
愛知県知多郡生まれ。
東京大学法学部卒業後、毎日新聞社に入社。同社専務取締役を経て、2003年にパレスサイドビルディング（現 毎日ビルディング）社長に就任。
2003年より7年間日本財団の評議員を務め、2009年からはJKAの評議員となった。
2011年4月1日、前会長の下重暁子の後を受けてJKA会長に就任。2期4年務めた後、2015年6月26日をもって退任し、顧問（名誉会長）となる。